# Omán en los Juegos Olímpicos de Los Ángeles 1984
Omán estuvo representado en los Juegos Olímpicos de Los Ángeles 1984 por un total de 16 deportistas masculinos que compitieron en 3 deportes.
El equipo olímpico omaní no obtuvo ninguna medalla en estos Juegos.